# Burkhard Wilking

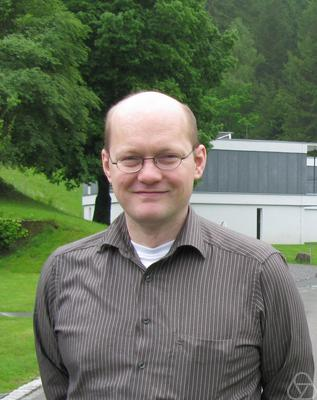
Burkhard Wilking (2012)

Burkhard Wilking (* 30. November 1970 in Vechta) ist ein deutscher Mathematiker, der auf dem Gebiet der Differentialgeometrie arbeitet.

## Leben
Wilking machte im Jahr 1990 sein Abitur am Gymnasium Antonianum Vechta (GAV) und studierte von 1991 bis 1998 Mathematik und Physik an der Westfälischen Wilhelms-Universität in Münster, wo er 1996 sein Diplom erwarb und 1998 summa cum laude über Group Actions on Manifolds of Nonnegative Curvature and Generalized Bieberbach Theorems promovierte. Von 1999 bis 2002 war er an der University of Pennsylvania in Philadelphia tätig, ehe er nach Münster zurückkehrte und als Nachfolger seines Doktorvaters Wolfgang T. Meyer die Professur für Mathematik, insbesondere Differentialgeometrie übernahm.
Wilking gilt als international anerkannter Experte für Riemannsche Geometrie. Er erzielte Durchbrüche bei der Klassifikation Riemannscher Mannigfaltigkeiten positiver Krümmung und zur Frage der Konvergenz des Ricci-Flusses. Mit Christoph Böhm bewies er eine Vermutung von Richard S. Hamilton, dass kompakte Riemannsche Mannigfaltigkeiten mit positiven Krümmungsoperatoren  Raum-Formen sind (das heißt konstante Schnittkrümmung haben).
2006 erhielt er den Forschungspreis der Universität Münster und war eingeladener Sprecher auf dem Internationalen Mathematikerkongress. 2009 wurde er von der DFG mit dem Gottfried-Wilhelm-Leibniz-Preis ausgezeichnet. In der Mitteilung der DFG heißt es: Wilking [verbindet] auf sehr originelle Art und Weise algebraische Methoden mit geometrischer Intuition, wodurch ihm ein tiefes Verständnis geometrischer Eigenschaften von Mannigfaltigkeiten gelingt. Wilking ist nach Christopher Deninger, Peter Schneider (beide 1992), Joachim Cuntz (1999) und Wolfgang Lück (2008) bereits der fünfte Leibniz-Preisträger am Fachbereich Mathematik und Informatik der Universität Münster. Im Jahre 2022 erhielt er den Karl-Georg-Christian-von-Staudt-Preis „für die Konstruktion von Metriken mit nicht-negativer Schnittkrümmung, die Starrheitssätze für Mannigfaltigkeiten positiver Krümmung und insbesondere den kreativen Einsatz des Ricci-Flusses“.
2016 wurde er zum Mitglied (Matrikel-Nr. 7683) der Deutschen Akademie der Naturforscher Leopoldina gewählt, 2018 in die Nordrhein-Westfälische Akademie der Wissenschaften und der Künste und 2019 in die Academia Europaea.

## Schriften (Auswahl)
- Index parity of closed geodesics and rigidity of Hopf fibrations. Invent. Math. 144 (2001), no. 2, 281–295.
- Manifolds with positive sectional curvature almost everywhere. Invent. Math. 148 (2002), no. 1, 117–141.
- Torus actions on manifolds of positive sectional curvature. Acta Math. 191 (2003), no. 2, 259–297.
- Positively curved manifolds with symmetry. Ann. of Math. (2) 163 (2006), no. 2, 607–668.
- mit C. Böhm: Manifolds with positive curvature operators are space forms. Ann. of Math. (2) 167 (2008), no. 3, 1079–1097.
- mit E. Cabezas Rivas: How to produce a Ricci flow via Cheeger-Gromoll exhaustion. J. Eur. Math. Soc. (JEMS) 17 (2015), no. 12, 3153–3194.
- mit R. Bamler, E. Cabezas Rivas: The Ricci flow under almost non-negative curvature conditions. Invent. Math. 217 (2019), no. 1, 95–126.